# Никола Петковић (сликар)
Никола Петковић (Инђија, 18. август 1893 — Питсбург, 1952) је био српски сликар у исељеништву из прве половине 20. века

## Биографија
Рођен 1893. године у Инђији, у Срему, Никола Петковић је учио сликарство на Академији ликовне уметности у Бечу. 1916. године се иселио у Америку. Немајући средства за живот, после Првог светског рата прихватио се свештеничког позива, који је напустио 1930. када је дошао у сукоб са црквеним властима. У исељеништву је наставио да учи сликарство у вечерњој школи Карнеџи – универзитета у Питсбургу.
После тога, све до сукоба са званичним представницима Српске православне цркве у Америци и до напуштања свештеничке дужности, Петковић је мало сликао. Уместо тога, живео је скромно и повучено у самоћи и ћутању. По напуштању цркве, код њега је свом снагом избила сликарска уметничка енергија и почео је да слика необуздано, радећи великом брзином и даноноћно без одмора. Испод његове кичице ницала су, једно за другим, многобројна платна огромних димензија: пејзажи, фигуралне композиције, портрети, мртве природе, а највише платна са композицијама инспирисаним Библијом, давана на један неуобичајени начин, са неким фантастичним ванземаљским светом, призорима и пределима. Таквим темпом Никола Петковић је сликао пет – шест година.
Тек пошто је умро, откривена су његова бројна платна. Она су изазвала праву сензацију у уметничким круговима Питсбурга. Позната уметничка институција Артс енд Крафт Сентер приредила је 1956. године његову велику посмртну изложбу са 74 велика уља, знатним бројем акварела, пастела и цртежа. Критичари су давали похвалне оцене његових радова, истичући га као „искреног, ванредно талентованог и оригиналног сликара”, „колористу са ретко богатом палетом”, „који је знао да третира неке тако старе и познате теме на један нов и досад непознат начин”. И сви закључују са жаљењем што овај уметник није дуже живео, да до краја искаже оно што је могао.
Осим ове неостварене жеље, Никола Петковић је умро са још једном неоствареном јаком жељом: да дође у своју родну земљу и да слика у свом Срему.
У оквиру припрема изложбе Новосадске уметничке разгледнице 18. и 20. века, коју је организовала Галерија Матице српске уз сараднју са Музејом града Новог Сада 1971. године дошло се до још неких података о Николи Петковићу. Он је у Новом Саду учио гимназију, а пре одласка у Америку (1916. године) провео је неколико година као учитељ у Македонији, за коју је остао трајно везан својим сликарским мотивима.
Са блиском родбином у Новом Саду одржавао је сталне и присне контакте. До Другог светског рата боравио је овде у два маха (1927/8, 1932), када се враћао у добро познате крајеве јужне Србије и Македоније, где су настајале његове занимљиве ликовне белешке, које су му доцније служиле као предлошци за сликање у атељеу.
Године 1934. био је заступљен као сликар – не ученик, са својим делима на „Првој изложби сликарске школе друштва пријатеља ликовне уметности у Новом Саду“ о чему је писао ликовни хроничар „Југословенског дневника” и „Гласа Матице српске“.
Захваљујући тим околностима сачувано је у Новом Саду неколико његових слика и збирка од тридесетак примерака путних скица које се налазе у поседу Олге Петковић. Скице су малих формата, рађене уљем на платну, сликане надахнуто у избору мотива, експресивног цртежа и свежег, сочног колорита. Избор тих скица био је излаган на поменутој изложби 1971. године (Галерија Матице српске), када је у пратећем каталогу објављена и његова кратка биографија.

## Радови поклоњени Галерији Матице српске
Уметникова супруга Зора Петковић из Питсбурга је поклонила легат његових слика Инђији, а осим тога поклонила је Галерији Матице српске знатан број његових радова.
Поклон уметникове супруге је 1975. године стигао у Југославију и обухвата 72 рада намењених сликаревом родном месту Инђији, затим два репрезентативна албума са 50 листова скица и цртежа Николе Петковића насталих у раздобљу од 1914. до 1952. године намењених Галерији Матице српске.
Петковићевих радова до тада није било у галеријској збирци, мада он као сликар српског порекла, иако од 1916. стално настањен у Америци, овде није био непознат. Његове су слике излагане на галеријској изложби 1971. године, јер је због боравака 1928. и 1932. године био укључен у изложбу новосадских уметничких радионица 18. – 20. века. Овај поклон је употпунио уметничку збирку Галерије која настоји да хронолошки обухвати радове свих српских уметника из Војводине.
Поклоњени радови Николе Петковића сложени су у два албума и класификовани по хронологији. Први албум обухвата колорисане цртеже и акварел - скице предела и људи ових простора настале 1914, 1928. и 1932. године. Најчешће су то призори из Македоније за коју је уметник био везан својим радним службовањем. То су импресивне, спонтане белешке, настале у једном даху, касније вероватно коришћене за израду уљаних слика у атељеу. Осим ликовног, оне имају културноисторијски и етнографски значај, јер приказују типове људи, живописне ношње, изгледе села и разне пољске радове са почетка 20. века.
У овим белешкама, често минијатурних формата, Петковић показује способност уочавања целине и детаља и солидно познавање технике акварела.
Други албум садржи цртеже из Америке настале од 1942. до 1952. године. Њима су обухваћени кроки – портрети, које је уметник популарно назвао „Људи из трамваја“, и они цртачком лакоћом и експресивношћу потврђују његов цртачки таленат.

## Радови поклоњени Инђији
Удовица Николе Петковића је 1975. поклонила Инђији 72 дела свога мужа. Његово сликарско дело у Србији је до тада било готово непознато.
У заоставштини Николе Петковића, која је допремљена у Инђију, налазе се слике уљем, акварели и цртежи. На сликама је Петковић следио узоре сецесиониста, у акварелима је често преносио сећања на наше фолклорне мотиве, а у цртежима је давао непосредне утиске из природе. Нарочито је занимљива серија његових цртежа „Људи из трамваја“ настала 1943. године.
Уз збирку сликарских дела, у Инђију је покојникова супруга послала и рукопис необјављене књиге о Николи Петковићу који је сама писала на енглеском. Овај рукопис, у коме се налазе многи подаци о сликаревом детињству и младићким годинама проведеним у Инђији, још није преведен.
Поред радова намењених Инђији, сликарева супруга је део покојникове заоставштине наменила Галерији Матице српске. У Инђији се очекивало да ће сликарева удова Зора Петковић доћи у мужевљево родно место у октобру 1975, када је требало, поводом Дана ослобођења Инђије, да се за јавност отвори стална поставка Петковићевих слика и цртежа. Било је планирано да ова збирка буде смештена у згради Ђорђа Војновића, који је своју кућу, са великом библиотеком, тестаментом оставио Инђији.
Значајно признање сликару Николи Петковићу пружили су његов завичај и родно место Инђија преузимајући са изузетном пажњом његову уметничку оставштину. Дела, која је Петковић стварао током три и по деценије свога боравка у Америци, поклонила је Инђији уметникова супруга Зора Петковић, и она су тако постала доступна широј јавности. О томе, као и о свим појединостима овога геста, достојног поштовања и захвалности, писано је у „Дневнику“ 30. и 31. августа 1975. године. Тим поводом изнета су и мишљења стручњака о ликовним вредностима Петковићевог сликарства, а било је речи и о његовој животној и уметничкој биографији.